# Liste des sénateurs de l'Oise
Anciens sénateurs de l'Oise

## Troisième République
- Joseph-Hardouin-Gustave d'Andlau (1876-1881)
- Jean-Louis Aubrelicque (1876-1879)
- Raymond de Malherbe (1876-1879)
- Franck Chauveau (1888-1906)
- Alphonse Chovet (1888-1905)
- Paul Cuvinot (1879-1920)
- Georges Decroze (1931-1939)
- Victor Delpierre (1920-1933)
- Émile Dupont (1906-1920)
- Célestin Lagache (1879-1888)
- Maurice Langlois-Meurinne (1924-1933)
- Raymond de Malherbe (1876-1879)
- Charles Noël (1906-1930)
- Léon Roland (1920-1924)
- Paul-Édouard Vasseux (1933-1941)
- Alexandre Goré (1933-1940)
- Alphonse Warusfel (1939-1941)

## Quatrième République
- Jean-Marie Berthelot de 1946 à 1948
- Georges Jauneau de 1946 à 1948
- Robert Sené de 1948 à 1957
- Amédée Bouquerel de 1948 à 1959
- Marcel Dassault de 1957 à 1959

## Cinquième République

### Scrutin de 1959
- Amédée Bouquerel
- Hector Dubois
- Pierre Patria

### Scrutin de 1965
- Amédée Bouquerel
- Hector Dubois
- Jean Natali

### Scrutin de 1974
- Amédée Bouquerel
- Hector Dubois
- Jean Natali

### Scrutin du 25 septembre 1983
- Amédée Bouquerel
- Jean Natali
- Michel Souplet

### Scrutin du 27 septembre 1992
- Philippe Marini
- Alain Vasselle
- Michel Souplet

### Scrutin du 23 septembre 2001
- Philippe Marini
- André Vantomme
- Alain Vasselle

### Scrutin du 25 septembre 2011
- Caroline Cayeux
- Philippe Marini (démissionnaire, 8 janvier 2015), remplacé par Alain Vasselle
- Yves Rome
- Laurence Rossignol (nommée secrétaire d'État dans le gouvernement Valls, elle est remplacée par Jean-Pierre Bosino entre le 10 mai 2014 et le 18 juin 2017).